# Maria Schmolln
Maria Schmolln là một đô thị ở huyện Braunau am Inn bang Oberösterreich, nước Áo. Đô thị này có diện tích 34,49 km², dân số thời điểm ngày 31 tháng 12 năm 2005 là 1351 người..